# Spermicid

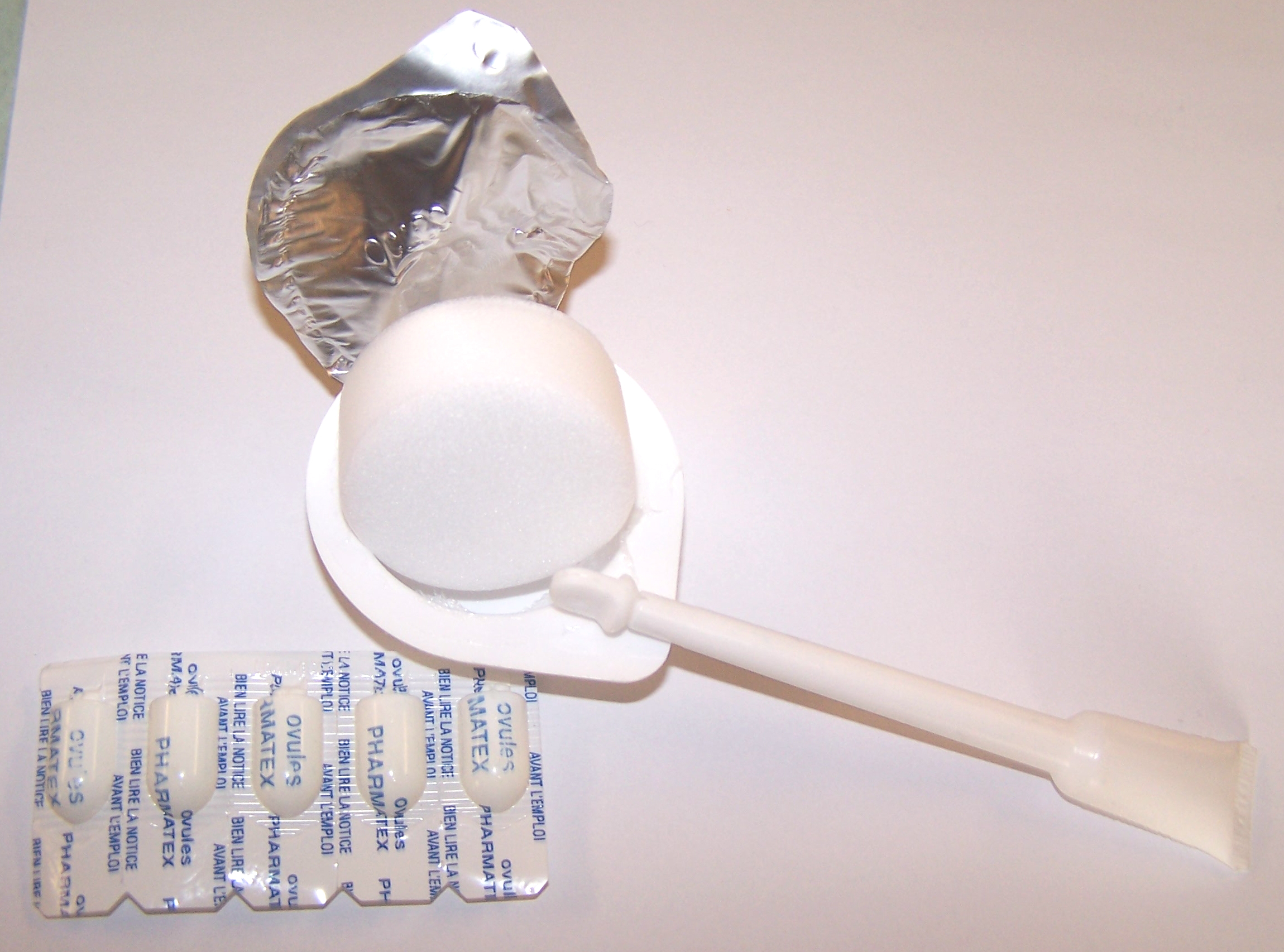
spermicidní přípravek

Spermicidy jsou látky, které slouží k zabíjení spermií. Vkládají se do pochvy před pohlavním stykem jako prevence před otěhotněním. Jako antikoncepce mohou být spermicidní látky používány samostatně. Nicméně ochrana před otěhotněním není podle zkušeností párů, které používaly pouze spermicidní přípravky, vyšší než u párů užívajících jiné metody. Obvykle jsou však spermicidní prostředky užívány v kombinaci s bariérovými metodami antikoncepce, jako je pesar či kondom. Co se týče spolehlivosti, kombinované metody antikoncepce se přirozeně umisťují lépe než jednotlivé antikoncepční metody samostatně.
Spermicidy jsou neparfemované, čiré, neochucené, nezpůsobují skvrny a jsou mazlavé.

## Použití s kondomem
Některé kondomy jsou lubrikovány již z výroby malým množstvím nonoxynolu-9. Podle zprávy uvedené v časopisu Consumer Reports jsou kondomy se spermicidními lubrikanty spolehlivější ochranou v prevenci před otěhotněním. Naproti tomu mají kratší dobu skladovatelnosti a u žen mohou být příčinou infekce močových cest. Světová zdravotnická organizace (WHO) uvádí, že spermicidy lubrikované kondomy by neměly být déle propagovány. Nicméně i WHO upřednostňuje používání kondomů s lubrikanty na bázi nonoxynolu-9 před nepoužíváním žádných kondomů.

## Použíti jako mikrobiální přípravek
V minulosti se věřilo, na základě laboratorních testů, že nonoxynol-9 snižuje riziko přenosu infekce HIV. Nicméně mnoho studií provedených na lidech neprokázalo žádný ochranný efekt. Nonoxynol-9 naopak vytváří oděrky na stěnách pochvy a konečníku. To může zapříčinit přenos viru HIV a dalších pohlavně přenosných nemocí s větší pravděpodobností, zvláště je-li používán často.
Proto také Americký úřad pro potraviny a léčiva (FDA) vydal nařízení, kterým nařizuje výrobcům, jejichž produkty obsahují nonoxynol-9, že takovéto produkty musejí být označeny nápisem, který na tuto skutečnost upozorní a zároveň výslovně uvede, že se nejedná o látku, která by mohla bránit přenosu infekce virem HIV.
Na základě nařízení FDA se i mnozí z předních specializovaných prodejců kondomů na internetu rozhodli k přerušení prodeje kondomů s lubrikanty obsahujícími nonoxynol-9, a to i s příslušným vysvětlením, proč kondomy se spermicidními přípravky neprodávají.